# 緋の蕪漬
緋の蕪漬（ひのかぶらづけ、ひのかぶづけ）は愛媛県の郷土料理。伊予節にも伊予、松山の名物としてうたわれるヒノカブ（伊予緋の蕪、緋の蕪、緋蕪）の漬物である。道後温泉の名物の1つにもなっている。
寛永4年（1627年）に蒲生忠知が伊予松山藩に転封になった際、蒲生氏の先祖の地、近江国蒲生郡の日野菜と呼ばれる赤カブを移殖したのが始まりと伝えられる。ただし、日野菜は細長く、緋蕪は丸いため、飛騨の赤カブに近いと考えるむきもあり、色素可視吸収スペクトルによる比較でも緋蕪と日野菜とは異なっているが、緋蕪と信州カブは近いため、信州カブが祖ではないかと考えられている。
緋蕪は外皮が暗紅色で、果肉も紅色なのが特徴である。この紅色はアントシアニンに由来する。
うす塩で4日から5日間、下漬けした緋蕪をダイダイ酢と砂糖に漬ける。
愛媛にゆかりのある俳人・正岡子規も緋の蕪漬を詠んだ俳句をいくつか残しており、多くの人に好まれ、故郷の伊予を離れて暮らす人の郷愁を誘う漬物でもある。